# Taizé-Aizie
Taizé-Aizie és un municipi francès situat al departament del Charente i a la regió de la Nova Aquitània. L'any 2007 tenia 562 habitants.

## Demografia

### Població
El 2007 la població de fet de Taizé-Aizie era de 562 persones. Hi havia 236 famílies de les quals 48 eren unipersonals (8 homes vivint sols i 40 dones vivint soles), 88 parelles sense fills, 84 parelles amb fills i 16 famílies monoparentals amb fills.
La població ha evolucionat segons el següent gràfic:
Habitants censats

### Habitatges
El 2007 hi havia 282 habitatges, 234 eren l'habitatge principal de la família, 26 eren segones residències i 22 estaven desocupats. Tots els 282 habitatges eren cases. Dels 234 habitatges principals, 189 estaven ocupats pels seus propietaris, 33 estaven llogats i ocupats pels llogaters i 12 estaven cedits a títol gratuït; 1 tenia una cambra, 4 en tenien dues, 23 en tenien tres, 82 en tenien quatre i 124 en tenien cinc o més. 188 habitatges disposaven pel capbaix d'una plaça de pàrquing. A 91 habitatges hi havia un automòbil i a 130 n'hi havia dos o més.

### Piràmide de població
La piràmide de població per edats i sexe el 2009 era:
| Homes | Edats   | Dones |
| ----- | ------- | ----- |
| 0     | 95 o +  | 0     |
| 0     | 90 a 94 | 4     |
| 4     | 85 a 89 | 4     |
| 4     | 80 a 84 | 8     |
| 16    | 75 a 79 | 4     |
| 20    | 70 a 74 | 28    |
| 4     | 65 a 69 | 4     |
| 16    | 60 a 64 | 8     |
| 8     | 55 a 59 | 8     |
| 12    | 50 a 54 | 32    |
| 20    | 45 a 49 | 4     |
| 36    | 40 a 44 | 48    |
| 24    | 35 a 39 | 20    |
| 16    | 30 a 34 | 16    |
| 24    | 25 a 29 | 12    |
| 16    | 20 a 24 | 8     |
| 24    | 15 a 19 | 36    |
| 28    | 10 a 14 | 16    |
| 8     | 5 a 9   | 16    |
| 4     | 0 a 4   | 16    |

## Economia
El 2007 la població en edat de treballar era de 355 persones, 273 eren actives i 82 eren inactives. De les 273 persones actives 250 estaven ocupades (144 homes i 106 dones) i 23 estaven aturades (7 homes i 16 dones). De les 82 persones inactives 44 estaven jubilades, 18 estaven estudiant i 20 estaven classificades com a «altres inactius».

### Ingressos
El 2009 a Taizé-Aizie hi havia 237 unitats fiscals que integraven 590,5 persones, la mediana anual d'ingressos fiscals per persona era de 18.312 €.

### Activitats econòmiques
Dels 22 establiments que hi havia el 2007, 7 eren d'empreses de construcció, 6 d'empreses de comerç i reparació d'automòbils, 1 d'una empresa de transport, 3 d'empreses d'hostatgeria i restauració, 1 d'una empresa financera, 3 d'empreses de serveis i 1 d'una empresa classificada com a «altres activitats de serveis».
Dels 11 establiments de servei als particulars que hi havia el 2009, 2 eren tallers de reparació d'automòbils i de material agrícola, 2 paletes, 2 guixaires pintors, 3 fusteries, 1 electricista i 1 perruqueria.
L'any 2000 a Taizé-Aizie hi havia 19 explotacions agrícoles que ocupaven un total de 1.470 hectàrees.

## Equipaments sanitaris i escolars
El 2009 hi havia 1 escola maternal i 1 escola elemental integrada dins d'un grup escolar amb les comunes properes formant una escola dispersa.

## Poblacions més properes
El següent diagrama mostra les poblacions més properes.